# Барним III (Померания)
Барним III от Померания Велики (на полски: Barnim III Wielki; на немски: Barnim III von Pommern; Barnim III. der Große; * пр. 1300; † 24 август 1368) е херцог на Померания в Щетин (1344 – 1368).

## Произход и управление
Той е син на херцог Ото I от Померания-Шеттин (1279 – 1344) и на втората му съпруга Елизабет фон Холщайн-Пльон (ок. 1282 – 1318/1319), дъщеря на граф Герхард II фон Холщайн-Пльон и принцеса Ингеборг Шведска. Сестра му Матилда († 1331/1332) е омъжена 1317 г. за Йохан III фон Верле (1301 – 1352).
От 1320 г. той е съ-регент с баща си, който му прави собствен двор. През 1344 г. той последва баща си като херцог на Померания в Щетин. От 1344 или 1345 г. Барним строи нов дворец.

## Фамилия
Барним III се жени ок. 1330/1345 г. за Агнес фон Брауншвайг-Грубенхаген (* ок. 1318, † пр. 2 юни 1371), дъщеря на херцог Хайнрих II фон Брауншвайг-Грубенхаген и Юдит (Юта) фон Бранденбург-Ландсберг. Те имат децата:
- Ото († 1337)
- Казимир III (ок.1348 – ок.1372), херцог на Померания-Щетин (1368 – 1372)
- Свантибор I (III) (ок. 1351 – 1413), херцог на Померания-Щетин (1372 – 1413), женен 1374 г. за Анна фон Хоенцолерн (1360 – 1413), дъщеря на бургграф Албрехт Красивия
- Богислав VII (ок. 1355 – ок. 1404)